# Autheuil-Authouillet
Autheuil-Authouillet är en kommun i departementet Eure i regionen Normandie i norra Frankrike. Kommunen ligger i kantonen Gaillon-Campagne som tillhör arrondissementet Les Andelys. År 2022 hade Autheuil-Authouillet 944 invånare.

## Befolkningsutveckling
Antalet invånare i kommunen Autheuil-Authouillet
Referens:INSEE